# Ludvig Mathias Lindeman
Ludvig Mathias Lindeman (født 28. november 1812 i Trondhjem, død 11. marts 1887 i Kristiania) var en norsk komponist, kirkemusiker og organist. Han var søn af Ole Andreas Lindeman og far til Peter Brynie Lindeman.
Lindeman er mest kendt for at ha samlet norsk folkemusik fra 1853 til 1867 i værket Ældre og nyere norske Fjeldmelodier. Blandt Lindemans egne værker er flere salmer, hvoraf nogle er repræsenteret i Svenska kyrkans salmebog. Han udgav i 1878 den norske koralbog, og stod i 1883 i spidsen for oprettelsen af en organistskole, der var forløberen for Norges Musikkhøgskole.